# Kaveh Mousavi
Kaveh Sadegh Mousavi (en persan, کاوه موسوی, né le 27 mai 1985 à Ourmia) est un athlète iranien, spécialiste du lancer du marteau.
Il remporte la médaille d'argent lors des Jeux asiatiques de 2010. Son meilleur lancer est de 77,40 m, obtenu en Biélorussie le 8 juillet 2016, ce qui constitue le record national et le minima olympique. Il mesure 2,03 m pour 120 kg.